# Isokyrö
Isokyrö (in svedese Storkyro) è un comune finlandese di 4406 abitanti, situato nella regione dell'Ostrobotnia Meridionale. Fino al 2020 ha fatto parte della regione dell'Ostrobotnia, per poi essere spostata nell'Ostrobotnia Meridionale a partire dal 1º gennaio 2021.

## Società

### Lingue e dialetti
Il finlandese è l'unica lingua ufficiale di Isokyrö.
| %     | Ripartizione linguistica (gruppi principali) |
| ----- | -------------------------------------------- |
| 0,6%  | madrelingua svedese                          |
| 98,6% | madrelingua finlandese                       |